# Joost van Loon
Joost van Loon (* 11. März 1967 in Dordrecht) ist ein niederländischer Soziologe.

## Leben
Er erwarb 1991 den Master of Arts in Soziologie an der Carleton University und 1996 den Doctor of Philosophy in Soziologie an der Lancaster University. Seit 2010 ist er Professor für Allgemeine Soziologie und Soziologische Theorie an der Universität Eichstätt-Ingolstadt.

## Schriften (Auswahl)
- Risk and technological culture. Towards a sociology of virulence. London 2002, ISBN 0-415-22900-6.
- Deconstructing the Dutch Utopia. Sex education and teenage pregnancy in the Netherlands. London 2003, OCLC 52504564.
- Media technology. Critical perspectives. Maidenhead 2008, ISBN 0-335-21446-0.
- als Herausgeber mit Ulrike Tikvah Kissmann: Discussing new materialism. Methodological implications for the study of materialities. Wiesbaden 2019, ISBN 3-658-22299-9.